# 鬥智三人行
《鬥智三人行》是1976年的泰米爾語電影。由K·巴拉闡德導演，在本片中拉金尼坎斯塑造了一個成功的反派角色受到觀眾好評。

## 故事梗概
在南印度某個城市里有兩個青年男人，兩人住同一寢室。同時愛上了一個住在同一所公寓的美麗少女（阿黛）。不同的是其中一個（拉吉）沒有告訴另一人（哈桑），不斷為自己尋找機會。
後來少女喜歡上哈桑，她也發現拉吉不懷好意，還引誘過另一個少女。但她不能說服哈桑，因為哈桑對他深信不疑。一次他們三人出外郊游，當小船划到湖中央時哈桑掉下水，但是拉吉卻謊稱他不會游泳，眼睜睜看著哈桑淹死。
禍不單行，心碎的阿黛回家後，知道當演員的姐姐昨晚公寓失火燒傷了臉，家裡沒有姐姐掙錢她就無法繼續上學了。於是她決定嫁人，對方是一個老琯夫。有幾個孩子，其中一人正好是哪個拉吉。好戲此時正式開始啦。。。